# Chick-lit
La novel·la chick-lit és hereva de la novel·la sentimental i és un gènere literari popular dedicat al públic femení. Les trames es basen en la vida amorosa, social i els complexos de dones joves i modernes, amb temes com la moda, l'amistat, la possibilitat de trobar una parella perfecta i els efectes de l'edat o de la feina en les dones. Sovint la trama té un toc de paròdia i final feliç. El terme ve de la fusió de les abreviatures de "chick" (una paraula col·loquial nord-americana per a noia) i literatura. Les novel·les chick-lit prenen tècniques narratives del bestseller i del cinema (especialment les comèdies romàntiques).
Es considera que l'obra inaugural és El diari de Bridget Jones, tot i que els antecedents es troben en Jane Austen, la novel·la juvenil del primer amor i en el gènere rosa tradicional. Altres obres destacades són Clueless i Sexe a Nova York.
Els defensors del gènere argumenten que la dona és presentada com a independent i que és un dels pocs camps on la mirada no és androcèntrica, ja que es preocupen de la perspectiva feminista. Les protagonistes apareixen com a treballadores, que busquen amor i sexe activament (a diferència de les dames tradicionals, amb un paper passiu). Els seus crítics argumenten que en el fons són obres masclistes, perquè la dona apareix com a infeliç sense parella, la mou només agradar a l'home i l'èxit social, i no pas les seves qualitats o metes.